# Maud-Gürtel
Der Maud-Gürtel ist ein hochgradig polydeformierter, metamorpher orogener Gürtel in Ostantarktika. Er nimmt eine Schlüsselposition hinsichtlich der Formierung und dem Zerfall der Superkontinente Rodina und Gondwana sowie des Kontinents Ostantarktikas ein.
Er verläuft ca. 4500 Kilometer bogenförmig entlang des Kontinentalrandes vom Coatsland im Südwesten bis zum östlichen Königin-Maud-Land. Geologisch kann er aufgeteilt in drei geologische Großprovinzen werden. Die westliche bildet die Geosutur zwischen dem Grunehogna-Kraton und dem Crohn-Kraton mit der südlichen Shackleton Range, während die zentrale und östliche aus einer Ansammlung von ozeanischen magmatischen Superterranen besteht. Die geodynamische Entwicklung umfasst einen Zeitraum vom Mesoproterozoikum bis zum Neoproterozoikum und Kambrium.

Karte Antarktikas mit Ostantarktika und den umgebenden Gewässern
Lage des ostantarktischen Königin-Maud-Land

## Strukturelle Gliederung und Krustenbestandteile

Lage vom Coatsland
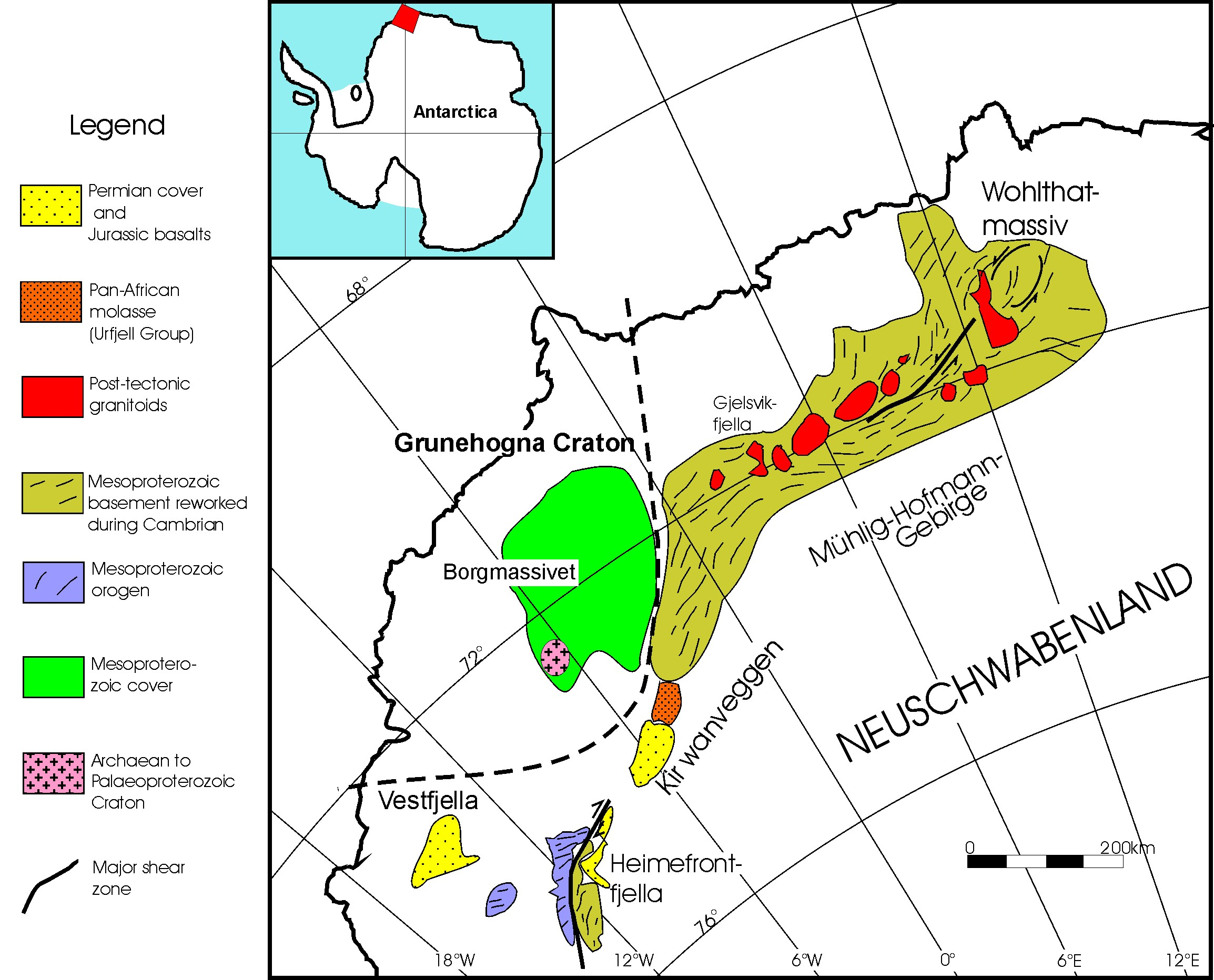
Vereinfachte geologische Karte vom Neuschwabenland
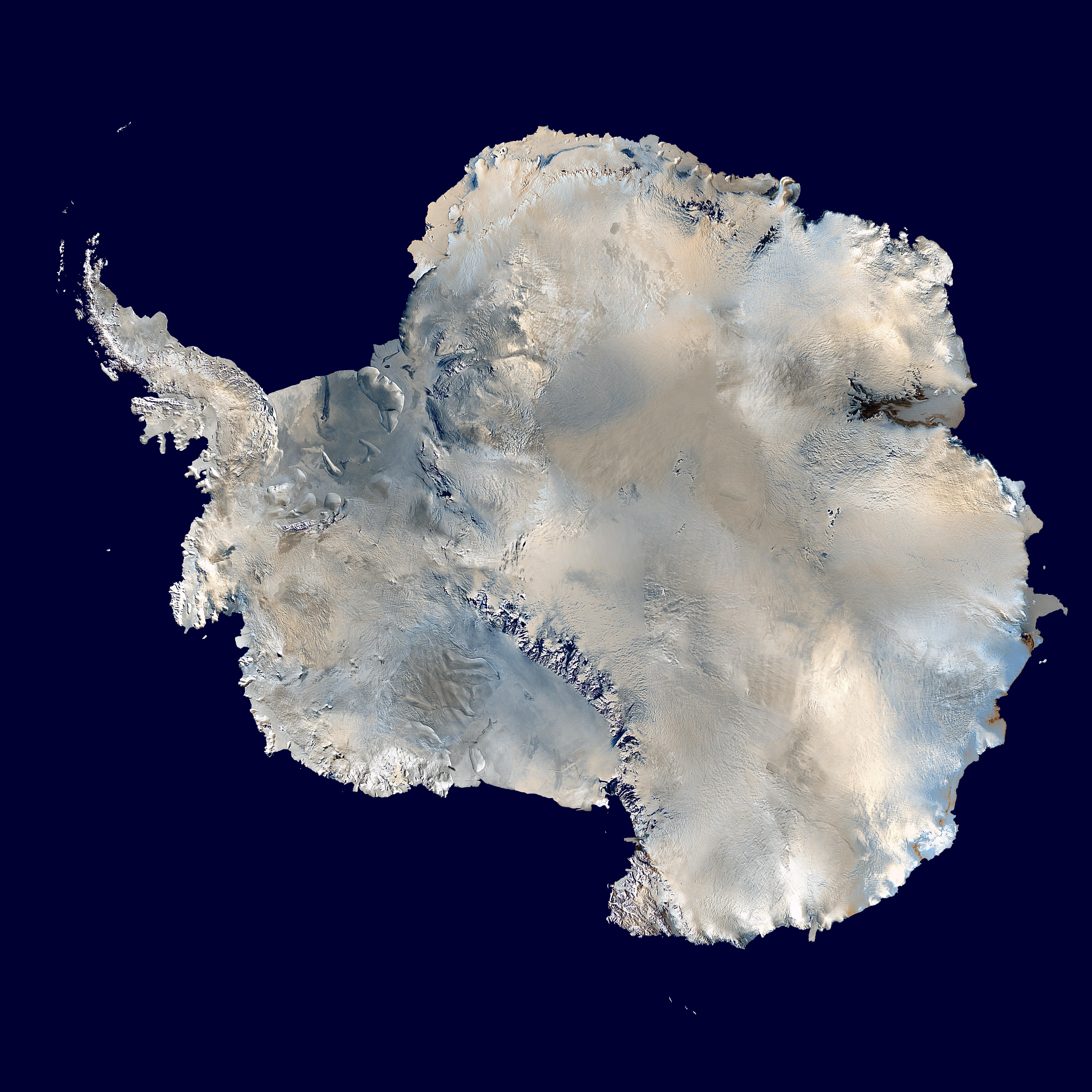
Satellitenaufnahme vom Antarktischen Eisschild ohne Schelfeis

Geomorphologisch und geologisch kann der Maud-Gürtel in mehrere Einheiten strukturiert werden. Nur die höchsten Erhebungen des Maud-Gürtels ragen aus dem antarktischen Eisschild.
Im äußersten Südwesten des Gürtels liegen in Coatsland die Bertrab-, Littlewood- und Moltke-Nunataker. Sie können einer westlichen Provinz zugeordnet werden.
Ihnen folgen im Neuschwabenland die Gebirgsaufschlüsse der zentralen Provinz mit Heimefrontfjella (Heimefront Range), Kirwanveggen (Kirwan Escarpment), Sverdrupfjella (Sverdrup Mountains), Gjelsvikfjella (Gjelsvik Mountains), Mühlig-Hofmann-Gebirge (Mühlig-Hofmann Mountains oder MuhligHofmannfjella), Wohlthatmassiv (Wohlthat Mountains) und Schirmacher-Oase (Schirmacher Oasis).
Die nordöstliche Provinz schließt Sør Rondane (Sør Rondane Mountains) und Yamato-Belgica-Komplex im äußersten Osten ein. Dort schließt der Gürtel an den Lützow-Holm-Komplex an.

## Geodynamische Entwicklung

### Westliche Provinz

Lage des Kaapvaal-Kratons im Süden Afrikas
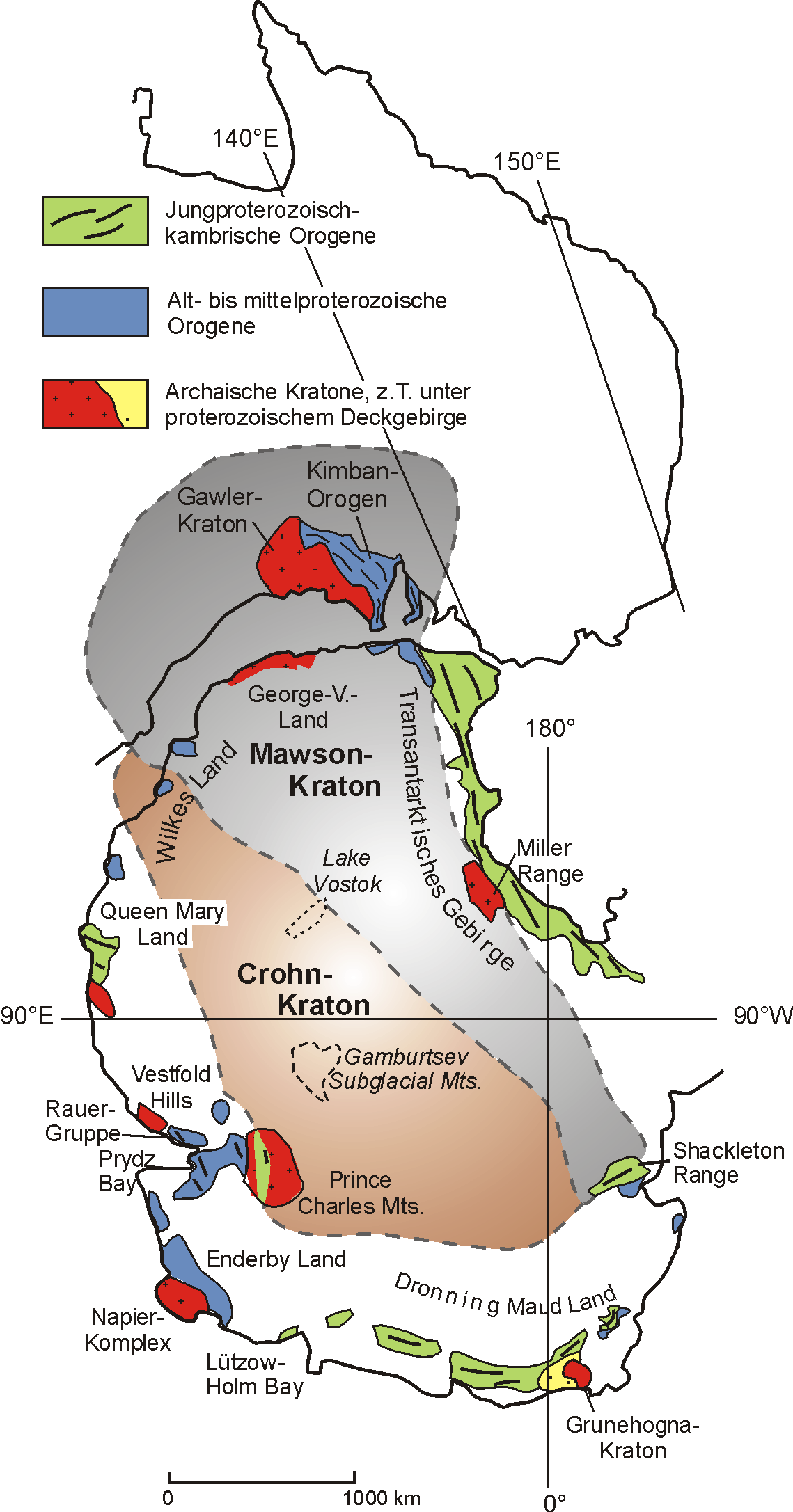
Paläografische Rekonstruktion des Crohn-Kratons und  Mawson-Kratons
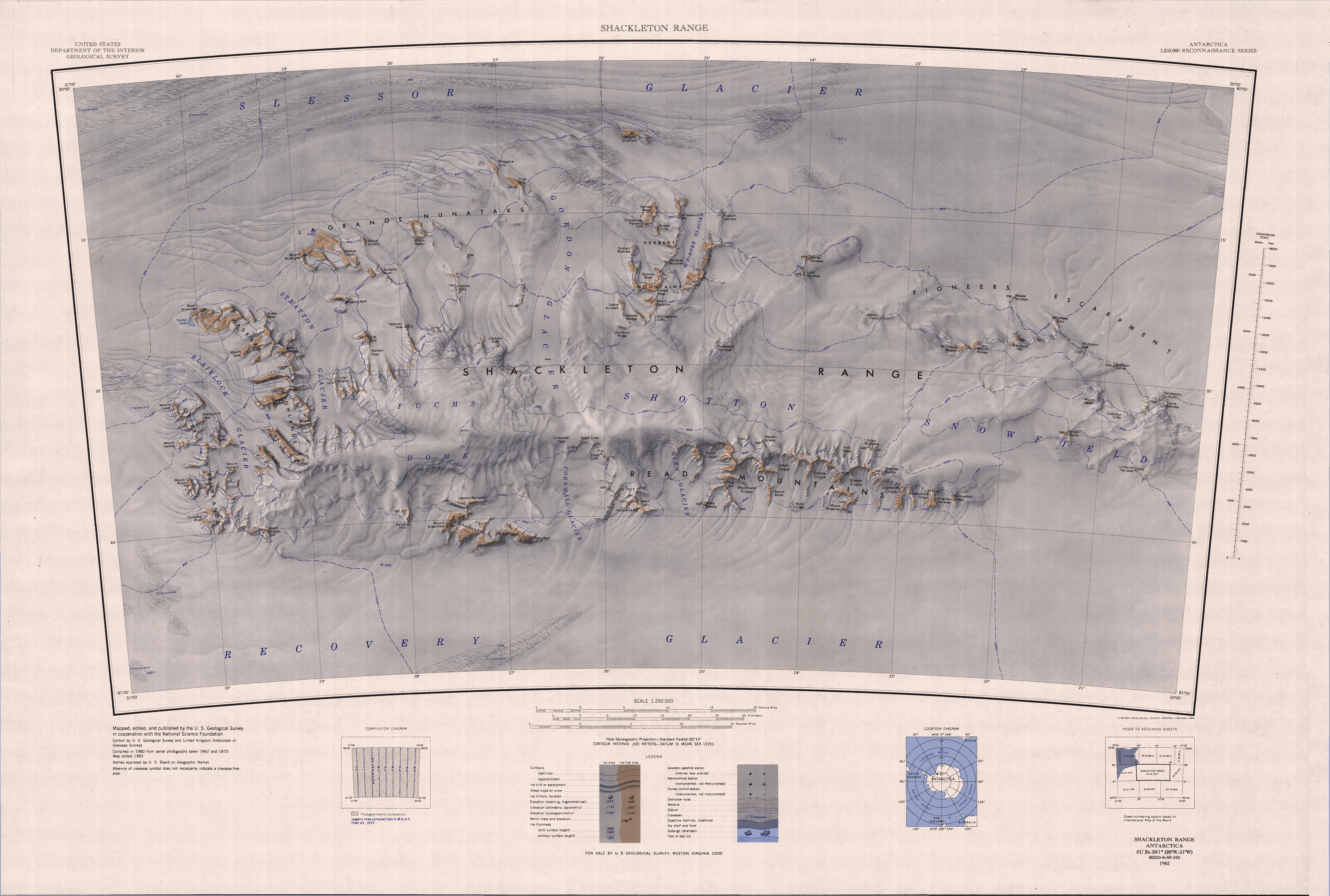
Kartenblatt der Shackleton Range

Die westliche Provinz bildet eine kollisionsbedingte Geosutur zwischen dem Grunehogna-Kraton und dem Crohn-Kraton mit der südlichen Shackleton Range. Der Jutul-Penck-Graben bildet die westliche Begrenzung zum Grunehogna-Kraton. Dieser Graben nahm mächtige Sedimentfrachten aus dem Inneren Ostantarktikas auf. Heute ist der Jutul-Penck-Graben von Gletschern ausgefüllt. Die Forster Magnetic Anomaly grenzt die westliche Provinz zum Osten ab. Diese magnetische Anomalie bildet eine wichtige tektonische Blockgrenze und/oder eine Nahtzone zwischen Gesteinen mit afrikanischen Affinitäten und archaisch-mesoproterozoischen Zeitaltern im Westen und den jüngeren Gesteinen des frühen Neoproterozoikums im Osten. Diese sind darstellt in den zentralen und östlichen Provinzen.
Die einzigen Aufschlüsse in der westlichen Provinz kommen im Coatsland mit den benachbarten winzigen Bertrab-, Littlewood- und Moltke--Nunataker vor. Die beiden ersteren bestehen aus ca. 1100 mya alten, flach abgelagerten, unmetamorphierten Granophyren bzw. Rhyolithen. Der Moltkenunataker ist jedoch aus Metasedimenten aufgebaut, deren Alter auf mehr als 1100 mya angenommen wird, da seine Gestehung keine Deformationen in den beiden anderen Nunataker hervorriefen. Dessen Gesteinsspektrum besteht aus Schiefern, Kalksteinen und verschiedenen Sandsteinarten mit eingeschalteten Metavulkaniten.
Vermutlich gehören diese Nunataker zu einem Mikrokontinent, der als Coatsland-Block bezeichnet wird. Aus Polwanderungskurven wird geschlossen, dass Coatsland während dieses Zeitraumes noch nicht mit dem Kaapvaal-Kraton und dem Maud-Gürtel verbunden, sondern als Bestandteil eines inselbogenähnlichen orogenen Gürtels zwischen diesem und des in der Nähe liegenden Kontinents Laurentia lag. Einer Hypothese zufolge dockte dieser Block zuerst an den Kaapvaal-Kraton von Westgondwana an. Anschließend wurde es zwischen West- und Ostgondwana eingeklemmt. Dabei bildete sich der Maud-Natal-Gürtel als Geosutur zwischen dem Kaapvaal-Kraton bzw. mit dem damals noch verbundenen Grunehogna-Kraton und dem Crohn-Kraton aus. Nach dem Zerfall Gondwanas verblieben der Coatsland-Block und der Grunehogna-Kraton in Ostantarktika.
Den Nunantaker vergleichbaren Gesteine wurden im südafrikanischen Namaqualand, KwaZulu-Natal und Mosambik sowie in Sri Lanka detektiert. Daraus wurde geschlossen, dass die  westliche Maud-Provinz ursprünglich mit dem Ostafrikanischen Orogen in Verbindung stand und die nordöstliche Fortsetzung des afrikanischen Namaqua-Natal-Gürtels bildete.

### Zentrale Provinz
Die zentrale Maud-Provinz, wie auch die östliche Provinz, entwickelte sich einem Subduktionsregime, in dem unterschiedliche juvenile (neugebildete) magmatisch-vulkanische Inselbogenterrane entstanden. Sie wurden mehrfach hochgradig deformiert und metamorph überprägt. Für sie wurde die Bezeichnung TOAST geprägt, eine englische Abkürzung aus Tonian Oceanic Arc Super Terrane (Tonium Ozeanische Inselbogen-Superterrane).
Infolge der Subduktion schloss sich der Ozean zwischen dem Crohn-Kraton und dem Kaapvaal-Kraton.
Die darin enthaltenen Gesteine aus den Backarc- und Forearc-Becken weisen Alter der Protolithe (Ausgangsgesteine) um 1170 mya auf. Das Gesteinsspektrum des Grundgebirges besteht überwiegend aus mafischen bis felsischen Metamagmatiten, Gabbro-Tonalit-Trondhjemit-Granodiorit-Komplexen, Metavulkaniten sowie suprakrustalen Gesteinen. In diese Gesteinspakete intrudierten Granite, Gabbros, Anorthosite und Charnockite. Häufige und unterschiedliche Störzonen durchziehen diese Grundgebirgskomplexe.

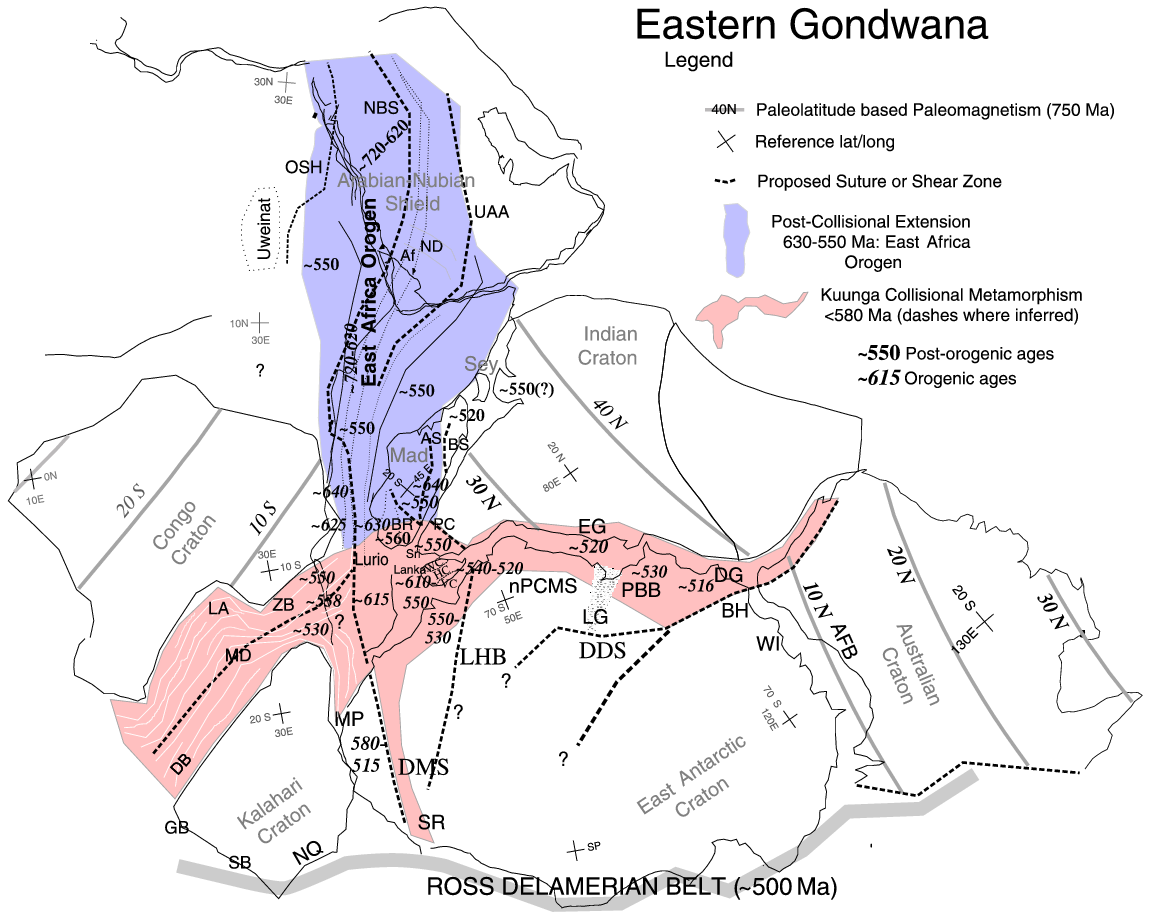
Ostafrikanische Orogenese (Blau) und Kuunga-Orogense (rosa) zwischen den Kontinentalmassen vom südlichen Afrika, Ostantarktikas und Indiens

Zwischen 1090 und 1060 mya erhielten sie Umwandlungen, die von  in  Grünschiefer- bis Granulitfazies reichen. Dieser Zeitraum fällt in die Formierungsphase von Rodinia. Während der Gondwana-Bildung, hier insbesondere die Kollisionen zwischen Ost- und dem afrikanischen Teil Westgondwanas, fand um 550 mya ein weiteres orgenes Ereignis statt. Es wird der Kuunga-Orogenese zugeordnet, bei der zwischen ca. 600 und 500 mya u. a. Ostantarktika und der afrikanische Kaapvaal-Kraton kollidierten. Bei diesem Prozess wurden Bereiche des Grundgebirges reaktiviert.
Nach der Bildung Gondwanas im Kambrium war Königin-Maud-Land lange Zeit Abtragungsgebiet. Reste einer neoproterozoisch-unterkambrischen Molasse des Ostafrikanisch-Ostantarktischen Orogens sind nur im südlichen Kirwanveggen belegt. Danach fehlen jegliche geologische Belege vom Oberkambrium bis zum Karbon.
Sedimentäres Deckgebirge ist nur noch in geringen Resten erhalten. Reste eines unterpermischen Deckgebirges werden als Amelang Plateau-Formation bezeichnet und sind nur im Vestfjella, Heimefrontfjella und Kirwanveggen überliefert. In ihr sind Diamiktite, Sand- und Siltsteine mit gneisischen Dropstones und einzelnen karbonatführenden Horizonten enthalten. Die Amelang Plateau-Formation repräsentiert eine typische periglaziale fluviatile bis lakustrine Sequenz, die dem Eisrückzug folgte. Das Alter der Amelang Plateau Formation konnte mit pollenanalytischen Methoden auf das Unterperm eingegrenzt werden.

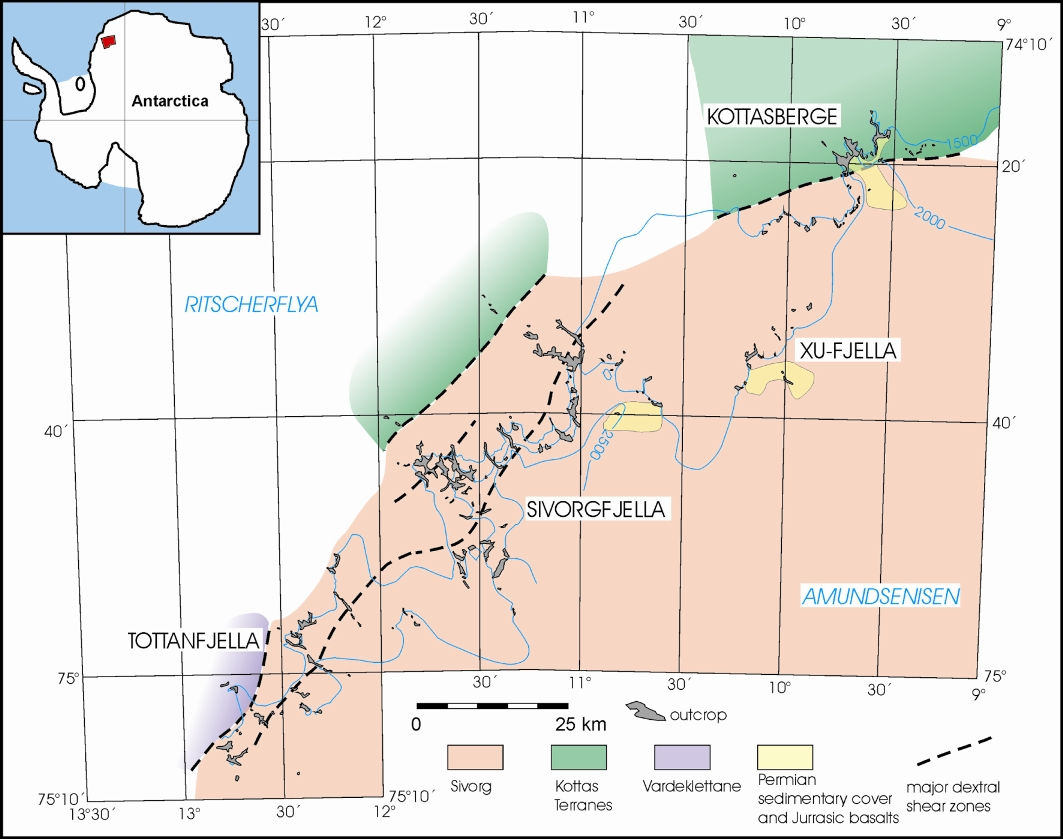
Geologische Übersichtskarte der Heimefrontfjella
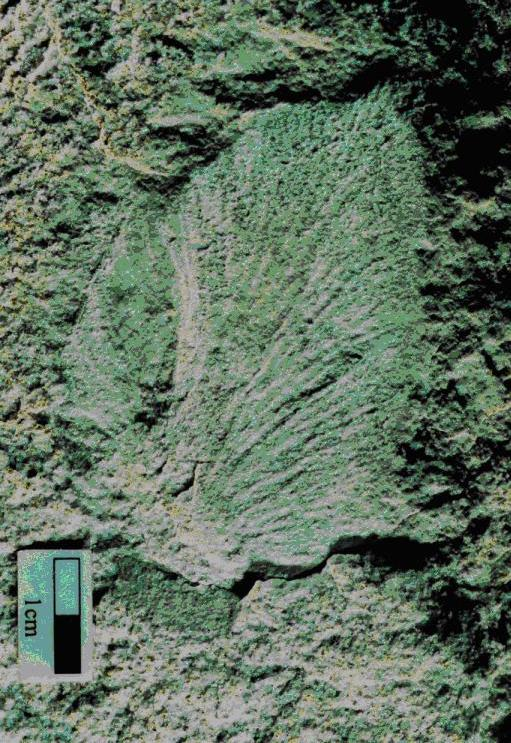
Versteinerter Blattabdruck von Gangamopteris cyclopteroides, Fundort Kottasberge

In sedimentären Ablagerungen der Kottasbergen in der nördlichen Heimefrontfjella wurden verschiedene gut erhaltene Fossilien gefunden, wie die Spurenfossilien von der Art Beaconichnus darwinum und der Ordnung Cochlichnus sowie Blattabdrücke von der Art Gangamopteris cyclopteroides aus der Ordnung Glossopteridales.

### Östliche Provinz

Lage vom Yamato-Belgica-Komplex

Die östliche Provinz setzt sich zusammen aus dem Sør Rondane-Gebirge und dem Yamato-Belgica-Komplex. Dieser erstreckt sich zwischen dem Lützow-Holm-Komplex und dem südwestlich liegenden Sør Rondane-Gebirge. Er besteht hauptsächlich aus verschiedenen Magmatiten. Amphibolit-Fazies-Metamorphose und Magmatismus traten um 535 mya auf. Dieser Zeitraum entspricht der Kuunga-Orogenese. Die metamorphen Prozesse korrelieren mit denjenigen im Vijayan-Komplex und Wanni-Komplex von Sri Lanka und der Rayner-Provinz.
Zwischen dem Yamato-Belgica-Komplex und dem Lützow-Holm-Komplex  tritt ein deutlicher Wechsel von magnetischen Anomalien auf, was auf eine Grenze zu kratonischen Grundgebirgsbereichen hindeutet.